# 太田三郎 (経営学者)
太田 三郎（おおた さぶろう、1948年 - ）は、日本の経営学者。
研究対象は企業の倒産と再生。『企業の倒産と再生』で東京農業大学より博士（経営学）（論文博士）の学位を取得、翌年刊行した『企業の倒産と再生』（同文舘出版）は2005年度日本経営分析学会賞を受賞。危機管理システム研究学会会長・経営行動研究学会会長を歴任。一般財団法人企業共済協会、企業倒産調査年報の作成や公益財団法人政治経済研究所、中小企業問題研究室長として実践的中小企業の課題を追究する。

## 経歴
1948年生まれ。1971年千葉商科大学商経学部卒業。1973年青山学院大学大学院経営学研究科修士課程修了。1976年同大学院経営学研究科博士課程単位取得。1976年より菊池敏夫と柴川林也に師事。2004年東京農業大学より博士（経営学）の学位を取得。

### 年表
- 1976年4月 千葉商科大学商経学部 専任講師
- 1979年4月 千葉商科大学商経学部 助教授
- 1985年4月 千葉商科大学商経学部　教授
- 1985年4月 千葉商科大学大学院商学研究科 教授
- 1987年4月 学校法人千葉学園 評議員
- 1990年4月～1991年3月 在外研究員として派遣（アメリカ）
- 1998年3月～1998年10月 派遣研究員としてフロリダ大学経営学部に派遣
- 2000年4月 千葉商科大学商経学部経営学科 学科長
- 2000年4月 千葉商科大学大学院政策研究科 教授
- 2002年4月 東洋大学大学院経営学研究科 非常勤講師
- 2004年4月 日本大学大学院グローバルビジネス研究科 非常勤講師
- 2004年4月 千葉商科大学経済研究所 所長
- 2008年4月 千葉商科大学大学院商学研究科 委員長
- 2013年4月 千葉商科大学大学院政策研究科 委員長
- 2014年4月 学校法人千葉学園 評議員
- 2014年4月 千葉商科大学商経学部 学部長
- 2017年4月 学校法人千葉学園 理事
- 2019年4月 千葉商科大学大学院政策研究科 客員教授
- 2019年4月 千葉商科大学大学院商学研究科 客員教授

## 著書
- 『経営財務の情報分析』第10章「危機における経営財務の分析手法－CSR情報モデル展開－」（学文社、2015年、宮本順二朗・市村誠と編著）
- 『大震災後に考えるリスク管理とディスクロージャー』第7章「被災中小企業の対応と復興および支援の実務分析とその必要性」（同文舘出版、2013年、柴健次・本間基照と編著）
- 『企業統治と経営行動』第Ⅳ部第3章「大震災と倒産・再生」（文眞堂、2012年、菊池敏夫・金山権・関岡保二と編著）
- 『経営者論』第16章「経営者のためのリスクマネジメント」（中央経済社、2009年、日本経営教育学会編）
- 『倒産・再生のリスクマネジメント』 (同文舘出版、2009年、単著)
- 『企業の倒産と再生』 (同文舘出版、2004年、単著)：日本経営分析学会賞受賞
- 『企業倒産と再生』 (商事法務研究会、2002年、岡崎一郎と共著)
- 『経営財務』第10章「企業倒産と企業再生」 (八千代出版、2000年、柴川林也等と共著)
- 『現代会計学の思潮』第4章「企業再生論」(多賀出版、1999年、濱田弘作等と共著)
- 『現代の経営行動 課題と方向』第Ⅱ部第6章「倒産企業の再生条件－資本の固定化を中心として－」 (同友館、1999年、菊池敏夫と分担執筆)
- 『経営財務と企業評価』第2章「バブル経済と企業財務」 (同友館、1999年、柴川林也と分担執筆)
- 『企業倒産の研究』(同文舘、1996年、単著)
- 『現代企業の経営行動』第Ⅱ部第3章「米国における企業倒産の展望」担当  (同友館、1989年、菊池敏夫編）
- 『経営分析』第5章「流動性分析」担当  (八千代出版、1986年、車戸實編)
- 『現代企業の諸問題（経営学論集52）企業倒産予測の実証分析 日本経営学会編』 (千倉書房、1982年)

## 社会活動
- 日本経済学会連合評議員（経営行動研究学会）
- 公益財団法人政治経済研究所理事・中小企業問題研究室長
- 一般財団法人企業共済協会「企業倒産調査年報」作成委員（座長）
- 公益財団法人千葉県下水道公社評議員
- 千葉商科大学教育研究会会長